# STS-133

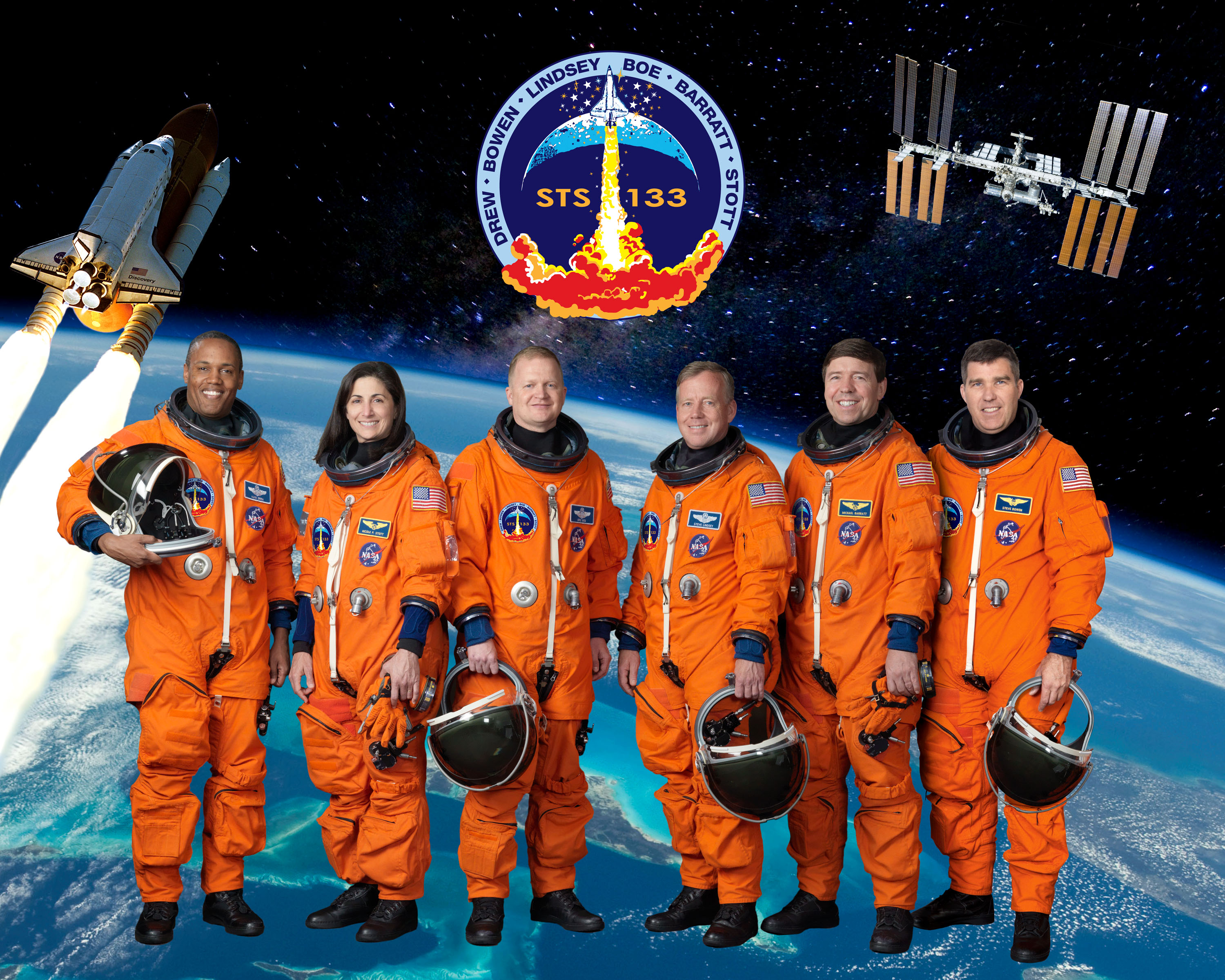

STS-133은 2011년 2월 24일에서 3월 9일까지 수행된 미국 우주왕복선 프로그램의 133번째 임무이며, 우주왕복선 디스커버리호의 39번째이자 마지막 임무였다. 이 임무가 끝났을 때, 디스커버리호는 39개의 임무를 통틀어서 우주에서 총 365일, 한 해를 보내게 되는 기록을 세웠다.

## 같이 보기
- 디스커버리 우주왕복선